# Christian Annan
Christian Kwesi Annan (Accra, 3 maggio 1978) è un calciatore ghanese naturalizzato hongkonghese, attaccante del Central & Western.